# 李實 (嘉靖戊戌進士)
李實（1505年—？年），字幼華，一字若虚，號鳳臺，河南河南府靈寶縣人，民籍，治《易經》。

## 生平
七月初八日生，行三。由縣學生中式嘉靖十年（1531年）辛卯科河南鄉試第七十四名舉人，年三十四歲中式嘉靖十七年（1538年）戊戌科會試第二百三十七名，第三甲第一百五十三名進士。授大理寺评事，升寺副，二十二年秋升四川按察司佥事。

## 家族
曾祖李孜，義官；祖李孟陽；父李禋；母葛氏。具慶下，妻閭氏，兄繼義；繼儒，弟守。